# Садовский, Михаил Виссарионович
Михаи́л Виссарио́нович Садо́вский (род. 25 февраля 1948, Свердловск) — советский российский физик, академик РАН (2003). Сын советского металловеда академика В. Д. Садовского.

## Биография
В 1971 году окончил физический факультет Уральского государственного университета (УрГУ, Свердловск). В 1971—1974 — аспирант теоретического отдела Физического института АН СССР (ФИАН, Москва) (научный руководитель — Л. В. Келдыш).
В 1974—1987 гг. — научный сотрудник Института физики металлов (ИФМ) УНЦ АН СССР (Свердловск). Кандидат физико-математических наук (1975), доктор физико-математических наук (1986).
С 1987 по 2017 год — заведующий лабораторией теоретической физики Института электрофизики (ИЭФ) УрО РАН (в 1993—2002 гг. — заместитель директора ИЭФ УрО РАН). В настоящее время — главный научный сотрудник этой лаборатории.
Профессор кафедры теоретической физики УрГУ (с 1991 по 2010 год).
В 2011—2013 гг. — по совместительству, заведующий лабораторией квантовой теории конденсированного состояния Института физики металлов (ИФМ) УрО РАН.
В 2013—2018 гг. — главный научный сотрудник этой лаборатории и научный руководитель отдела теоретической физики ИФМ УрО РАН.
В 1994 году избран членом-корреспондентом РАН, в 2003 году — академиком РАН, член Президиума УрО РАН, член бюро Отделения физических наук РАН.

## Научные интересы
Основные научные интересы связаны с электронной теорией неупорядоченных систем (разработал полевой подход в теории локализации Андерсона, самосогласованную теорию локализации, построил точно решаемые модели псевдощелевого состояния), теорией сверхпроводимости (сильно неупорядоченные сверхпроводники вблизи перехода Андерсона, высокотемпературная сверхпроводимость и псевдощель) и теорией сильно коррелированных систем (разработал обобщения динамической теории среднего поля). Внес существенный вклад в изучение электронных спектров  высокотемпературных сверхпроводников на основе железа.

## Научная деятельность
Член редколлегий «Журнала экспериментальной и теоретической физики» и журнала «Успехи физических наук».
Член Комиссии по борьбе с лженаукой РАН, один из авторов «Письма десяти академиков», член «Клуба 1 июля».
По состоянию на начало 2024 года, академик Садовский является автором около 200 научных статей. Индекс цитирования по Google Scholar более 4000, индекс Хирша — 34.

## Награды
- Премия имени А.Г. Столетова (2002) — за цикл работ «Эффекты сильного разупорядочения в высокотемпературных сверхпроводниках: теория и эксперимент»
- Золотая медаль имени В. Л. Гинзбурга (2016) — за цикл работ по теоретическим проблемам физики высокотемпературных сверхпроводников
- Серебряная медаль имени М. Н. Михеева ИФМ УрО РАН (2017)
- Золотая медаль имени С.В. Вонсовского (УрО РАН, 9 февраля 2018) — за выдающийся вклад в организацию и развитие научных исследований на Урале
- Медаль ордена «За заслуги перед Отечеством» II степени (5 февраля 2024) — за большой вклад в развитие отечественной науки, многолетнюю плодотворную деятельность и в связи с 300-летием со дня основания Российской академии наук[2]
- Демидовская премия (2024) — за выдающийся вклад в фундаментальные теоретические исследования в области сверхпроводимости